# Reza Mustofa
Reza Mustofa Ardiansyah (sinh ngày 11 tháng 9 năm 1989) là một cầu thủ bóng đá người Indonesia hiện tại thi đấu cho Gresik United ở vị trí tiền vệ chạy cánh.

## Sự nghiệp
Ngày 25 tháng 12 năm 2014, anh được thông báo là cầu thủ của Persebaya.